# Lago Kasumigaura
Il Kasumigaura (霞ヶ浦?, Kasumigaura) è un lago giapponese situato nella Prefettura di Ibaraki, regione Kantō, all'incirca 60 km a nord-est della capitale Tokyo, nella zona centro-orientale dell'isola principale del Paese, Honshū.
Il lago, del tipo monomittico, con i suoi 220 km² è il secondo specchio d'acqua dolce per superficie del Paese dopo il lago Biwa (670 km²), anche se in un senso più ristretto e ufficialmente, si riferisce a uno specchio d'acqua con un'area di 167,63 km².
In un senso più ampio, il lago Kasumigaura può anche riferirsi a un gruppo di laghi contigui, che include il lago Kasumigaura vero e proprio, qui indicato come Nishiura (西浦?, Nishiura), e due laghi più piccoli, il Kitaura (北浦?, Kitaura) di 35,16 km² e il Sotonasakaura (外浪逆浦?, Sotonasakaura) di 5,85 km², e comprende anche i fiumi che li collegano. In questo caso la superficie totale è di 220 km². Circa il 45% del terreno che circonda il lago è paesaggio naturale e il 43,5% è terreno agricolo.